# Елк Риџ (Јута)
Елк Риџ (енгл. Elk Ridge) град је у америчкој савезној држави Јута.

## Демографија
По попису из 2010. године број становника је 2.436, што је 598 (32,5%) становника више него 2000. године.
| Група             | 2000.         | 2010.         |
| Белци             | 1.734 (94,3%) | 2.306 (94,7%) |
| Афроамериканци    | 0 (0,0%)      | 5 (0,2%)      |
| Азијати           | 4 (0,2%)      | 7 (0,3%)      |
| Хиспаноамериканци | 60 (3,3%)     | 67 (2,8%)     |
| Укупно            | 1.838         | 2.436         |